# مونتوريو رومانو
مونتوريو رومانو هي كومونا (بلدية) في مدينة روما الكبرى في المنطقة الإيطالية لاتيوم، وتقع على بعد نحو 35 كيلومترا (22 ميلا) شمال شرق روما.
تتبع مونتوريو رومانو البلديات التالية: مونتيفلافيو، مونتيليبرتي، موريكوني، نيرولا، إسكندريليا.